# Oscar 1932
Cea de-a 5-a gală de decernare a Premiilor Oscar organizată de Academia Americană de Film (Academy of Motion Picture Arts and Sciences, AMPAS) a avut loc la The Ambassador Hotel în Los Angeles, California la 18 noiembrie 1932. Au fost premiate filmele finalizate și lansate între 1 august 1931 și 31 iulie 1932.
Cu această ocazie, Walt Disney a creat un scurt film animat, Parada Nominalizaților la Oscar.
Grand Hotel a fost singurul film care a câștigat premiul pentru cel mai bun film, fiind nominalizat doar la această categorie. A fost ultimul film care a câștigat premiul pentru cel mai bun film fără a fi nominalizat pentru cel mai bun regizor până la Șoferul Doamnei Daisy din 1989 și al treilea din cele șapte care a câștigat premiul pentru cel mai bun film fără a fi nominalizat și pentru scenariu.
Acesta a fost prima din cele trei ediții de Oscar în care două filme care nu au fost nominalizate pentru cel mai bun film au primit mai multe nominalizări decât câștigătorul (Dr. Jekyll and Mr. Hyde și The Guardsman). Acest lucru s-a întâmplat din nou la cea de-a 25-a ediție și la cea de-a 79-a ediție a Oscarurilor.
La această ediție s-a introdus categoria de scurt metraj de animație, Flowers and Trees fiind primul câștigător de film color și de scurt metraj de animație.
Și a fost prima și, până în acest moment, singura ediție în care doi actori s-au aflat la egalitate și au primit premiul pentru cel mai bun actor

### Premiile
Câștigătorii sunt afișați primii și evidențiați cu font îngroșat.
| Cel mai bun film | Cel mai bun regizor |
| --- | --- |
| - Grand Hotel – Irving Thalberg pentru Metro-Goldwyn-Mayer - Arrowsmith – Samuel Goldwyn pentru Samuel Goldwyn Prod - Bad Girl – Winfield Sheehan pentru Fox Film Corp - Five Star Final – Hal B. Wallis pentru First National - One Hour with You – Ernst Lubitsch pentru Paramount Publix - Shanghai Express – Adolph Zukor pentru Paramount Publix - The Smiling Lieutenant – Ernst Lubitsch pentru Paramount Publix | - Frank Borzage – Bad Girl - King Vidor – The Champ - Josef von Sternberg – Shanghai Express |
| Cel mai bun actor | Cea mai bună actriță |
| - Fredric March – Dr. Jekyll and Mr. Hyde în rolul Dr. Jekyll / Mr. Hide - Wallace Beery – The Champ în rolul Champ - Alfred Lunt – The Guardsman în rolul Actorului | - Helen Hayes – The Sin of Madelon Claudet în rolul Madelon Claudet - Marie Dressler – Emma în rolul Emma Thatcher Smith - Lynne Fontanne – The Guardsman în rolul Actritei                                                                                                   |
| Cea mai bună poveste originală | Cel mai bun scenariu adaptat |
| - The Champ – Frances Marion - Lady and Gent – Grover Jones și William Slavens McNutt - The Star Witness – Lucien Hubbard - What price Hollywood?– Adela Rogers St. Johns și Jane Murfin | - Bad Girl – Edwin J. Burke, bazat pe romanul scris de Vina Delmar - Arrowsmith – Sydney Howard, bazat pe romanul lui Sinclair Lewis - Dr. Jekyll and Mr. Hyde – Percy Heath si Samuel Hoffenstein, bazat pe Curiosul caz al dr. Jekyll și Mr. Hyde de Robert Louis Stevenson |
| Cele mai bune decoruri | Cea mai bună imagine |
| - Transatlantic – Gordon Wiles - À nous la liberté – Lazare Meerson - Arrowsmith – Richard Day | - Shanghai Express – Lee Garmes - Arrowsmith – Ray June - Dr. Jekyll and Mr. Hyde – Karl Strauss |
| Cel mai bun mixaj sonor | Cel mai bun scurt metraj de animație |
| - Paramount Publix Studio Sound Department - MGM Studio Sound Department - RKO Radio Studio Sound Department - Walt Disney Productions - Warner Bros First National Studio Sound Department | - Flowers and Trees – Walt Disney, Walt Disney Production, United Artists - It’s got me again! – Leon Schlesinger, Leon Schlesinger Production, Warner Bros - Mickey’s Orphans - Walt Disney, Walt Disney Production, Columbia Pictures                                       |

## Premiul onorific al Academiei
- Walt Disney – pentru crearea lui Mickey Mouse

## Multiple nominalizări și premii
| Următoarele șapte filme au primit mai multe nominalizări: - 4 nominalizări: Arrowsmith și The Champ - 3 nominalizări: Shanghai Express, Bad Girl și Dr. Jekyll and Mr. Hyde - 2 nominalizări: The Guardsman | Următoarele două filme au primit mai multe premii: - 2 premii: Bad Girl și The Champ |